# Майнерсвіл (Пенсільванія)
М́айнерсвіл, Мінерсвілл (англ. Minersville) — місто (англ. borough) в США, в окрузі Скайлкілл штату Пенсільванія. Населення — 4370 осіб (2020). Офіційний статус отримав 1831.
Знаходиться за 6 км від міста Потсвіл. Майнерсвіл відомий вугільними шахтами, у яких видобувають антрацит.

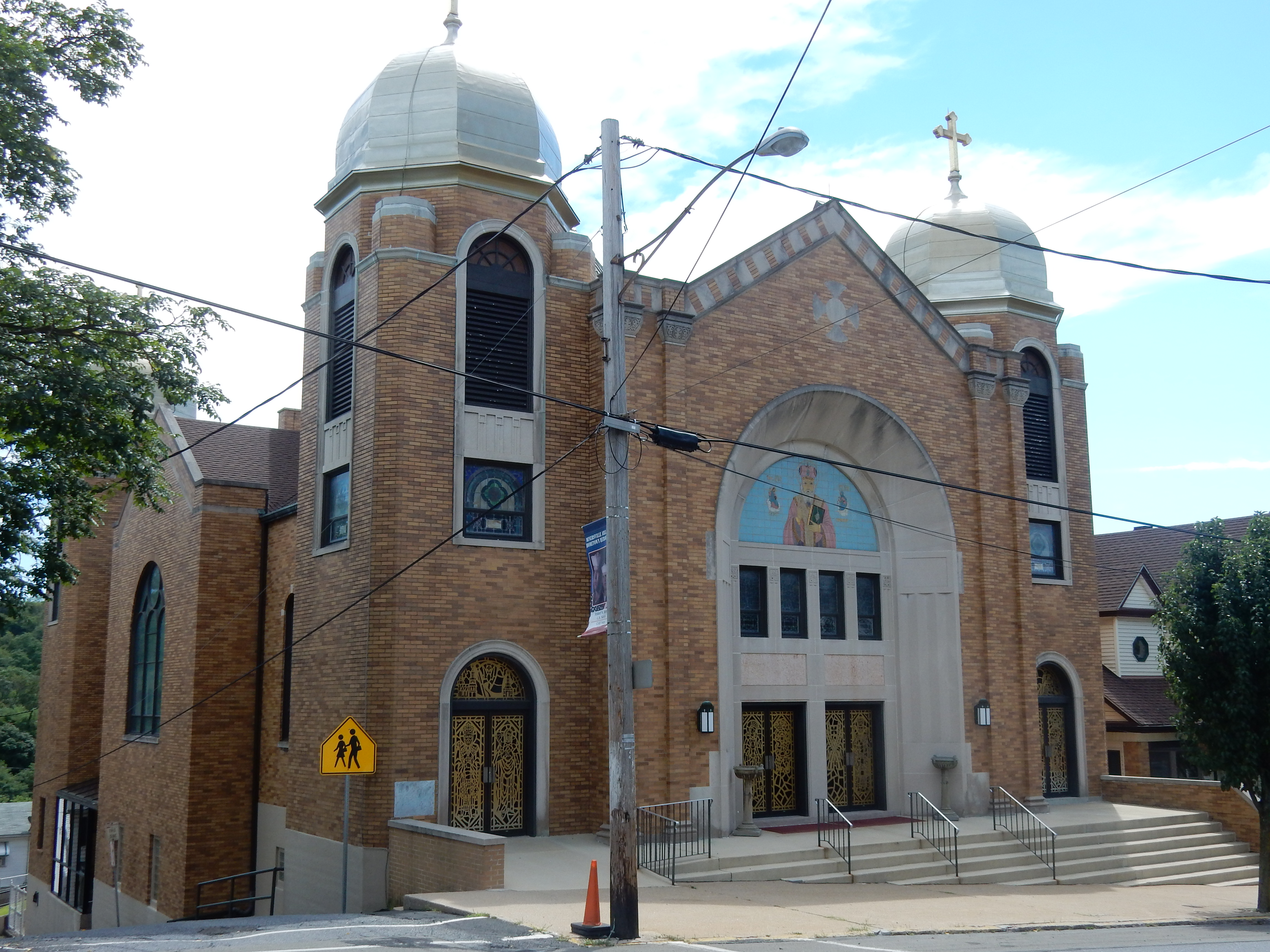
Українська церква св. Миколая в Майнерсвілі

Містечко засноване 1783 року поселенцем Томасом Рідом. Поклади вугілля виявлені ще 1799 року, проте до 1814-го не добувалися. Весною 1831 року Майнерсвіл здобув статус містечка.

## Географія
Мінерсвіл розташований за координатами 40°41′27″ пн. ш. 76°15′34″ зх. д. / 40.69083° пн. ш. 76.25944° зх. д. (40.690801, -76.259413).  За даними Бюро перепису населення США в 2010 році місто мало площу 1,70 км², уся площа — суходіл.

## Демографія
Згідно з переписом 2010 року, у селищі мешкало 4397 осіб у 1991 домогосподарстві у складі 1129 родин. Густота населення становила 2585 осіб/км².  Було 2315 помешкань (1361/км²).
Расовий склад населення:
| - 95,6 % — білих - 1,4 % — чорних або афроамериканців - 0,6 % — азіатів - 0,2 % — корінних американців - 1,0 % — осіб інших рас |

До двох чи більше рас належало 1,3 %. Частка іспаномовних становила 2,5 % від усіх жителів.
За віковим діапазоном населення розподілялося таким чином: 23,3 % — особи молодші 18 років, 58,9 % — особи у віці 18—64 років, 17,8 % — особи у віці 65 років та старші. Медіана віку мешканця становила 39,7 року. На 100 осіб жіночої статі у селищі припадало 92,0 чоловіків;  на 100 жінок у віці від 18 років та старших — 85,3 чоловіків також старших 18 років.
Середній дохід на одне домашнє господарство  становив 43 688 доларів США (медіана — 34 825), а середній дохід на одну сім'ю — 55 486 доларів (медіана — 57 500). Медіана доходів становила 40 758 доларів для чоловіків та 30 259 доларів для жінок. За межею бідності перебувало 16,8 % осіб, у тому числі 22,1 % дітей у віці до 18 років та 12,8 % осіб у віці 65 років та старших.
Цивільне працевлаштоване населення становило 1880 осіб. Основні галузі зайнятості: освіта, охорона здоров'я та соціальна допомога — 22,7 %, роздрібна торгівля — 19,4 %, виробництво — 12,2 %, науковці, спеціалісти, менеджери — 10,2 %.

## Українська діаспора
У Майнерсвілі діє церква парафії Святого Миколая Української Греко-Католицької Церкви.

## Виноски
1. ↑  Річний дохід на особу, яка працювала на повну ставку. Оцінка в доларах 2015 року.